# فرانكلين د. جونز
فرانكلين د. جونز (بالإنجليزية: Franklin D. Jones)‏ هو مهندس أمريكي، ولد في 1879، وتوفي في 1967.